# Macquarie-sziget
A Macquarie-sziget a Csendes-óceán délnyugati részén fekszik, mintegy félúton Új-Zéland és az Antarktisz között. A Csendes-óceán legdélibb szigete a déli szélesség 54° 30' és a keleti hosszúság 158° 57' alatt, 128 km2 területtel, 4-500 méter magas hegyekkel.
1977-től UNESCO világörökségi helyszín. A sziget ad otthont szinte a teljes királypingvin-populációnak az éves fészkelési időszakban. Ugyancsak a szaporodási időszakban jelentős a déli elefántfóka állománya is. A sziget része a Antipodes Subantarctic szigetek tundra ökorégiójának.
1948-tól az ausztrál Antarktisz-kutatók (AAD) tartanak fenn itt állandó bázist, a Macquarie-szigeti kutató állomás, a földszoros északi végén a Wireless Hill sziget lábánál található. A szigetnek állandó lakossága nincs, lakossága általában 20-40 ember az év folyamán.

## Fekvése
Tasmániától 1500 km-re délkeletre és az Antarktisztól mintegy 1300 km-re északra található.

## Földrajza
A 128 km2 nagyságú sziget mintegy 5 km széles és 34 km hosszú. Ez a tengerfelszín alatti Macquarie-hátságnak a vízből kiemelkedő része. A part vonulata hegyes, sziklás.
Az éghajlat párás, viharos, csapadékos és fagyos. Az éves átlaghőmérséklet 0 és 4,4 Celsius-fok között van. Gyakran havazik is, de tartós hó és jég a szigeten nem marad meg.

## Története

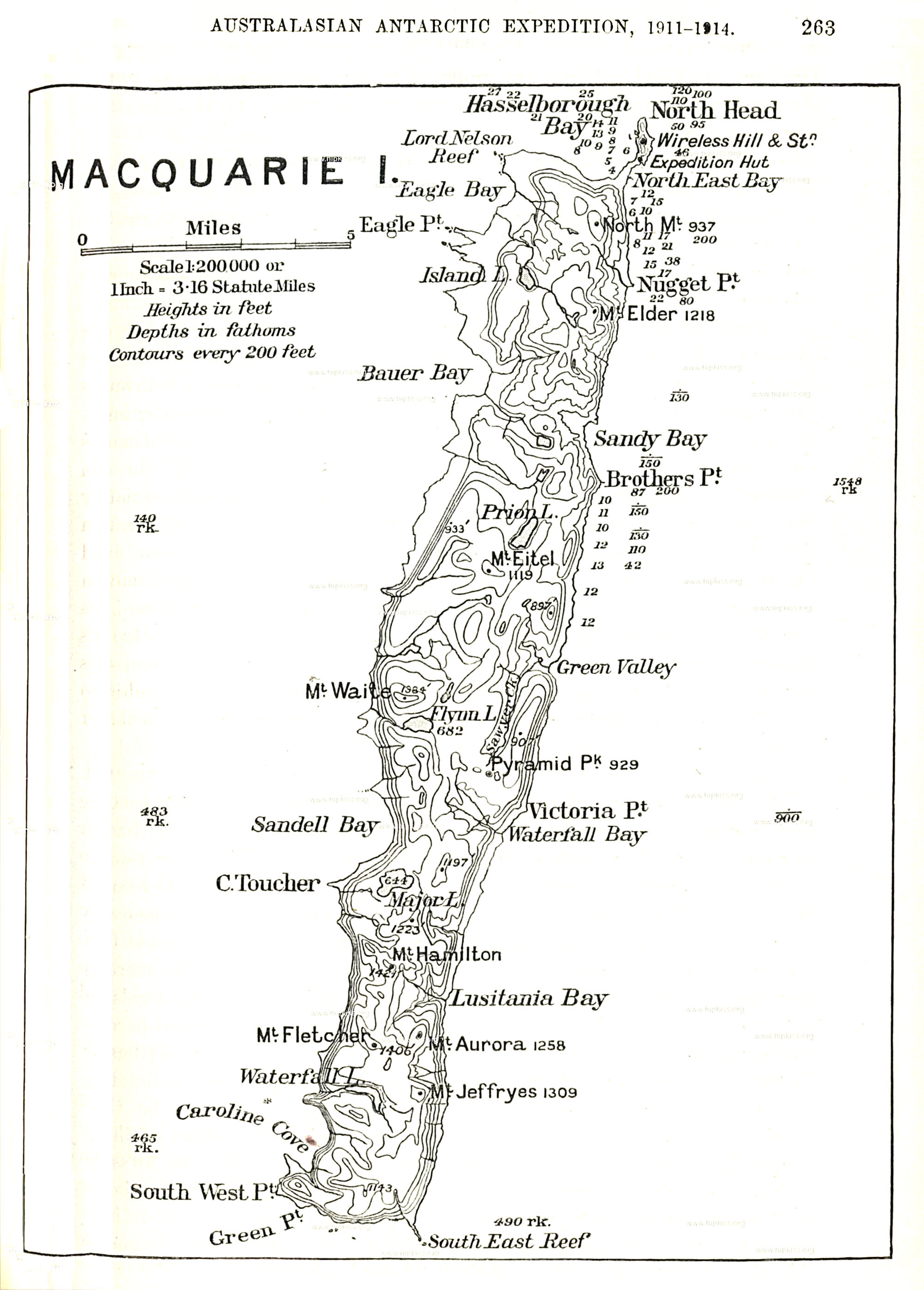
Macquarie-szigete

A Tasmániától mintegy 1500 kilométerrel délre fekvő szigetet 1810. július 11-én az ausztrál/brit Frederick Hasselborough véletlenül fedezte fel. A sziget a felfedezése előtt több százezer óriáspingvin (Aptenodytes patagonicus) otthona volt, melyek két nagy kolóniában éltek itt. Az addig lakatlan szigetre 1889 és 1920 között az ide települt olajipar a pingvinállományt a kihalás szélére sodorta. Naponta több ezer pingvint dobáltak hatalmas katlanokba, hogy kifőzzék zsírjukat, melyet aztán lámpaolajként, és gépek kenőanyagaként használtak fel. 1930-ra mindössze 3400 példányuk maradt.
1933-ban azonban a sziget rezervátum lett és a pingvinek védetté váltak. Mindez, valamint a halászati gyakorlat csökkentése, illetve 2000-ben a macskák eltüntetése a szigetről vezetett odáig, hogy a madarak egyedszáma növekedni kezdett, és ma már négy egészséges kolónia található meg a szigeten.
1911 és 1914 között a sziget lett az ausztrálázsiai Antarktisz Expedíció, Sir Douglas Mawson expedíciójának bázisa. George Ainsworth meteorológiai állomást üzemeltetett itt 1911 és 1913  között.
1948. május 25-én az Ausztrál Nemzeti Antarktisz kutatócsoport (ANARE) létrehozta az expedíció székhelyét Macquarie-szigeten.

## Galéria

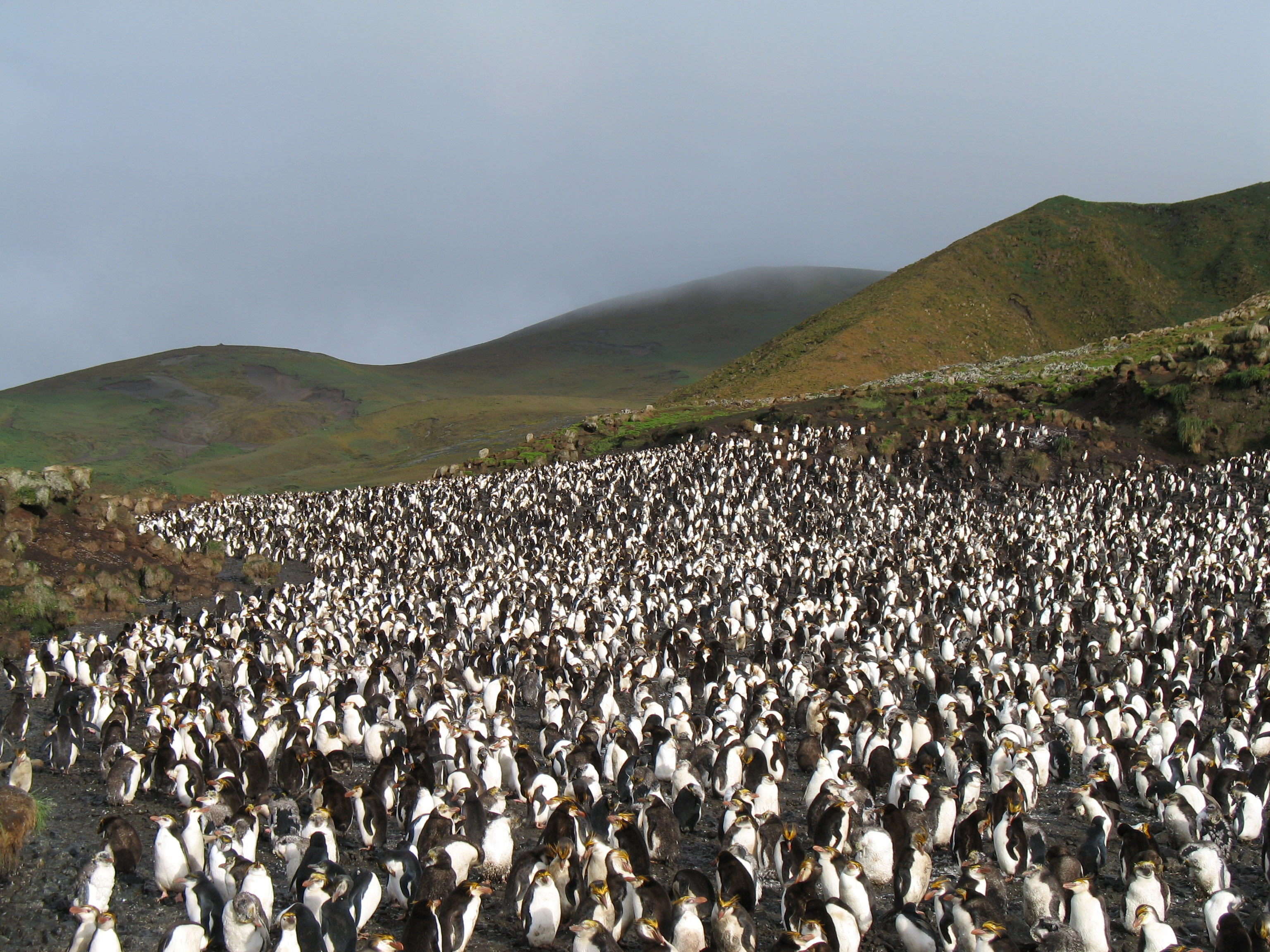
Királypingvinek
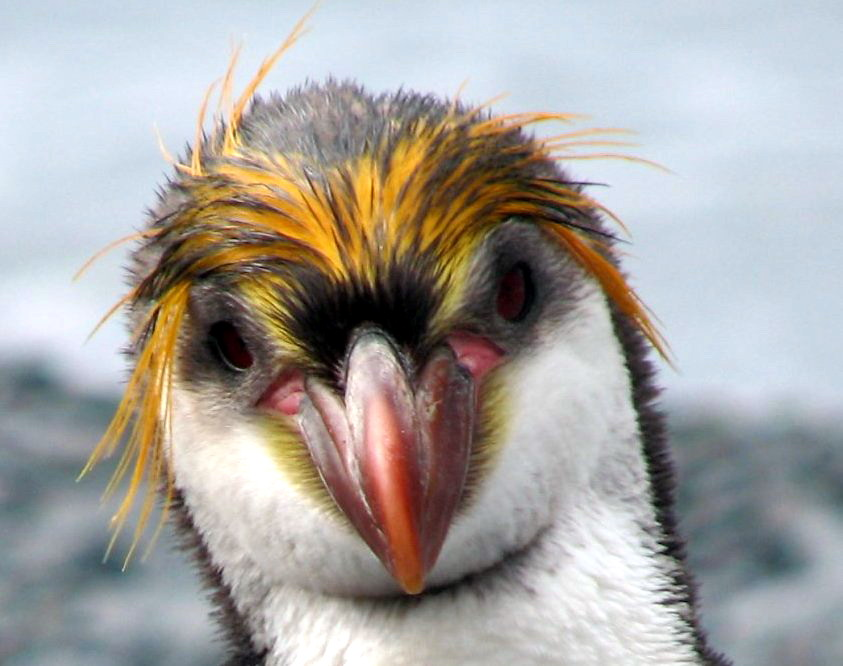
Királypingvin feje közelről